# Jorge Manrique Hurtado
Jorge Manrique Hurtado (La Paz, 19 de abril de 1911 — 15 de julho de 1995) foi prelado boliviano da Igreja Católica Romana. Foi bispo auxiliar de La Paz de 1952 a 1956, bispo de Oruro de 1956 a 1967. Foi então a arcebispo metropolita de La Paz e aí foi jubilado em 1987.

## Biografia
Monsenhor Jorge Manrique nasceu em La Paz, Bolívia, e foi ordenado sacerdote em 23 de setembro de 1939. Foi eleito bispo titular de Adrumeto e auxiliar da Arquidiocese de La Paz em 23 de fevereiro de 1952. Recebeu a sagração episcopal em 4 de maio do mesmo ano por imposição das mãos do núncio apostólico Dom Sergio Pignedoli, auxiliado por Dom Abel Isidoro Antezana y Rojas, CMF, arcebispo de La Paz, e por Dom Frei Berthold Bühl, OFM, ordinário da Diocese de Oruro.
Posteriormente, foi transferido para a sé episcopal da cidade de Oruro em 28 de julho de 1956 e dela tomou posse em 6 de janeiro de 1957. Em 27 de fevereiro de 1967, foi promovido à Sé Metropolita de La Paz, como seu arcebispo, tomando posse canonicamente em 2 de agosto do mesmo ano.
Na qualidade de arcebispo de La Paz, em diferentes situações críticas de seu país, Dom Jorge defendeu os mineiros e manteve uma posição corajosa perante os abusos dos governos ditatoriais.
Renunciou ao governo arquiepiscopal em razão de sua idade em 24 de fevereiro de 1987 e faleceu aos 84 anos, em 15 de julho de 1995.